# Campeonato Asiático de Clubes de Voleibol Feminino de 2019
Campeonato Asiático de Clubes de Voleibol Feminino de 2019 foi a 20ª edição da competição organizada anualmente pela AVC, com a participação de dez clubes (representando dez nações) no período de 27 de abril a 5 de maio na cidade chinesa de Tianjin.

## Formato de disputa
Os clubes foram distribuídos em dois grupos, o grupo A com quatro times e o B com seis, todos se enfrentaram entre si no respectivo grupo.Os quatro primeiros clubes de cada grupo se qualificaram a fase final (quartas de final), enfrentando-se em cruzamento olímpico,já a quinta e sexta colocada se enfrentaram pela definição da nona posição. Os quatros clubes vencedores disputaram as semifinais e os quatros eliminados participaram das definições das posições inferiores.Os times vencedores das semifinais qualificaram para a grande final e os perdedores fizeram a partida pela disputa do terceiro lugar.
Para a classificação dentro dos grupos na primeira fase, o placar de 3-0 ou 3-1 garantirá três pontos para a equipe vencedora e nenhum para a equipe derrotada; já o placar de 3-2 garantirá dois pontos para a equipe vencedora e um para a perdedora.

## Participantes
| Equipe                | País            | Qualificação                              |
| --------------------- | --------------- | ----------------------------------------- |
| Tianjin Bohai         | China           | Representante do país sede                |
| Hisamitsu Springs     | Japão           | Campeão da Liga A Japonesa 2017-18        |
| Altay Oskemen         | Cazaquistão     | Campeão da Liga A Cazaque de 2018-19      |
| April 25 Pyongyang    | Coreia do Norte |                                           |
| Hong Kong             | Hong Kong       |                                           |
| Binagär               | Turquemenistão  |                                           |
| VTV Bình Điền Long An | Vietname        | Campeão da Liga A Vietnamita de 2018      |
| Supreme Chonburi      | Tailândia       | Campeão Asiático de 2018                  |
| Taipé Chinês          | Taipé Chinesa   | Campeão da Liga A China Taipei de 2018-19 |
| Sri Lanka Air Force   | Sri Lanka       | Campeão da Liga A Sri Lanka de 2018       |

## Primeira fase
Classificação

### Grupo A
|     |               |     | Jogos | Jogos | Jogos | Resultados | Resultados | Resultados | Resultados | Resultados | Resultados | Sets | Sets | Sets  | Pontos | Pontos | Pontos |
| Pos | Equipe        | Pts | T     | V     | D     | 3–0        | 3–1        | 3–2        | 2–3        | 1–3        | 0–3        | V    | P    | R     | V      | P      | R      |
| --- | ------------- | --- | ----- | ----- | ----- | ---------- | ---------- | ---------- | ---------- | ---------- | ---------- | ---- | ---- | ----- | ------ | ------ | ------ |
| 1   | Tianjin Bohai | 9   | 3     | 3     | 0     | 3          | 0          | 0          | 0          | 0          | 0          | 9    | 0    | MAX   | 225    | 142    | 1.585  |
| 2   | Altay Oskemen | 6   | 3     | 2     | 1     | 2          | 0          | 0          | 0          | 0          | 1          | 6    | 3    | 2,000 | 212    | 170    | 1.247  |
| 3   | Taipé Chinês  | 3   | 3     | 1     | 2     | 1          | 0          | 0          | 0          | 0          | 2          | 3    | 6    | 0.500 | 183    | 198    | 0.924  |
| 4   | Hong Kong     | 0   | 3     | 0     | 3     | 0          | 0          | 0          | 0          | 0          | 3          | 0    | 9    | 0,000 | 115    | 225    | 0.511  |

| Data   | Hora  |                 | Placar |                  | Set 1 | Set 2 | Set 3 | Set 4 | Set 5 | Total | Relatório |
| ------ | ----- | --------------- | ------ | ---------------- | ----- | ----- | ----- | ----- | ----- | ----- | --------- |
| 27 abr | 14:00 | Taipé Chinês    | 0–3    | ' Altay Oskemen' | 24–26 | 18–25 | 20–25 |       |       | 62–76 | 62-76     |
| 27 abr | 19:00 | 'Tianjin Bohai' | 3–0    | Hong Kong        | 25–10 | 25–12 | 25–13 |       |       | 75–35 | 75-35     |
| 28 abr | 14:00 | Hong Kong       | 0–3    | ' Altay Oskemen' | 6–25  | 12–25 | 15–25 |       |       | 33–75 | 62-76     |
| 29 abr | 19:00 | Taipé Chinês    | 0–3    | ' Tianjin Bohai' | 14–25 | 14–25 | 18–25 |       |       | 46–75 | 46-75     |
| 30 abr | 19:00 | Altay Oskemen   | 0–3    | ' Tianjin Bohai' | 21–25 | 18–25 | 22–25 |       |       | 61–75 | 61-75     |
| 1 mai  | 11:30 | 'Taipé Chinês'  | 3–0    | Hong Kong        | 25–10 | 25–15 | 25–22 |       |       | 75–47 | 75-47     |

Classificação

### Grupo B
|     |                       |     | Jogos | Jogos | Jogos | Resultados | Resultados | Resultados | Resultados | Resultados | Resultados | Sets | Sets | Sets  | Pontos | Pontos | Pontos |
| Pos | Equipe                | Pts | T     | V     | D     | 3–0        | 3–1        | 3–2        | 2–3        | 1–3        | 0–3        | V    | P    | R     | V      | P      | R      |
| --- | --------------------- | --- | ----- | ----- | ----- | ---------- | ---------- | ---------- | ---------- | ---------- | ---------- | ---- | ---- | ----- | ------ | ------ | ------ |
| 1   | Supreme Chonburi      | 13  | 5     | 4     | 1     | 3          | 1          | 0          | 1          | 0          | 0          | 14   | 4    | 3.500 | 428    | 310    | 1.381  |
| 2   | Hisamitsu Springs     | 12  | 5     | 4     | 1     | 4          | 0          | 0          | 0          | 1          | 0          | 13   | 3    | 4.333 | 385    | 246    | 1.565  |
| 3   | April 25 Pyongyang    | 11  | 5     | 4     | 1     | 2          | 1          | 1          | 0          | 0          | 1          | 12   | 6    | 2,000 | 415    | 333    | 1.246  |
| 4   | VTV Bình Điền Long An | 6   | 5     | 2     | 3     | 2          | 0          | 0          | 0          | 1          | 2          | 7    | 9    | 0.778 | 314    | 320    | 0.981  |
| 5   | Sri Lanka Air Force   | 3   | 5     | 1     | 4     | 1          | 0          | 0          | 0          | 0          | 4          | 3    | 12   | 0.250 | 230    | 350    | 0.657  |
| 6   | Binagär               | 0   | 5     | 0     | 5     | 0          | 0          | 0          | 0          | 0          | 5          | 0    | 15   | 0,000 | 162    | 375    | 0.432  |

| Data   | Hora  |                         | Placar |                          | Set 1 | Set 2 | Set 3 | Set 4 | Set 5 | Total   | Relatório |
| ------ | ----- | ----------------------- | ------ | ------------------------ | ----- | ----- | ----- | ----- | ----- | ------- | --------- |
| 27 abr | 9:00  | Sri Lanka Air Force     | 0–3    | ' Hisamitsu Springs'     | 10–25 | 7–25  | 7–25  |       |       | 24–75   | 24–75     |
| 27 abr | 11:30 | 'VTV Bình Điền Long An' | 3–0    | Binagär                  | 25–10 | 25–11 | 25–14 |       |       | 75–35   | 75–35     |
| 27 abr | 16:30 | Supreme Chonburi        | 2–3    | ' April 25 Pyongyang'    | 26–24 | 25–18 | 22–25 | 21–25 | 12–15 | 106–107 | 106–107   |
| 28 abr | 11:30 | 'Sri Lanka Air Force'   | 3–0    | Binagär                  | 25–13 | 25–22 | 25–15 |       |       | 75–50   | 75–50     |
| 28 abr | 16:30 | 'Supreme Chonburi'      | 3–0    | VTV Bình Điền Long An    | 25–10 | 25–11 | 25–19 |       |       | 75–40   | 75–40     |
| 28 abr | 19:00 | 'Hisamitsu Springs'     | 3–0    | April 25 Pyongyang       | 25–10 | 25–23 | 29–27 |       |       | 79–60   | 79–60     |
| 29 abr | 11:30 | 'April 25 Pyongyang'    | 3–1    | VTV Bình Điền Long An    | 25–23 | 23–25 | 25–18 | 25–16 |       | 98–82   | 98–82     |
| 29 abr | 14:00 | Binagär                 | 0–3    | ' Hisamitsu Springs'     | 7–25  | 12–25 | 4–25  |       |       | 23–75   | 23–75     |
| 29 abr | 16:30 | 'Supreme Chonburi'      | 3–0    | Sri Lanka Air Force      | 25–20 | 25–15 | 25–17 |       |       | 75–52   | 75–52     |
| 30 abr | 11:30 | 'April 25 Pyongyang'    | 3–0    | Sri Lanka Air Force      | 25–8  | 25–16 | 25–18 |       |       | 75–42   | 75–42     |
| 30 abr | 14:00 | VTV Bình Điền Long An   | 0–3    | ' Hisamitsu Springs'     | 14–25 | 12–25 | 16–25 |       |       | 42–75   | 42–75     |
| 30 abr | 16:30 | Binagär                 | 0–3    | ' Supreme Chonburi'      | 13–25 | 14–25 | 3–25  |       |       | 30–75   | 30–75     |
| 1 mai  | 14:00 | 'April 25 Pyongyang'    | 3–0    | Binagär                  | 25–8  | 25–8  | 25–8  |       |       | 75–24   | 75–24     |
| 1 mai  | 16:30 | Hisamitsu Springs       | 1–3    | Supreme Chonburi         | 16–25 | 25–22 | 22–25 | 18–25 |       | 81–97   | 81–97     |
| 1 mai  | 19:00 | Sri Lanka Air Force     | 0–3    | ' VTV Bình Điền Long An' | 14–25 | 9–25  | 14–25 |       |       | 37–75   | 37–75     |

## Quartas-de-final
| Data  | Hora  |                     | Placar |                       | Set 1 | Set 2 | Set 3 | Set 4 | Set 5 | Total   | Relatório |
| ----- | ----- | ------------------- | ------ | --------------------- | ----- | ----- | ----- | ----- | ----- | ------- | --------- |
| 3 mai | 11:30 | 'Hisamitsu Springs' | 3–0    | Taipé Chinês          | 25–14 | 25–13 | 25–23 |       |       | 75–50   | 75–50     |
| 3 mai | 14:00 | 'Altay Oskemen'     | 3–2    | April 25 Pyongyang    | 25–22 | 15–25 | 19–25 | 27–25 | 15–12 | 101–109 | 101–109   |
| 3 mai | 16:30 | 'Supreme Chonburi'  | 3–0    | Hong Kong             | 25–12 | 25–12 | 25–10 |       |       | 75–34   | 75–34     |
| 3 mai | 19:00 | 'Tianjin Bohai'     | 3–0    | VTV Bình Điền Long An | 25–21 | 25–17 | 25–15 |       |       | 75–53   | 75–53     |

## Classificação do 5º ao 8º lugares
| Data  | Hora  |                       | Placar |                 | Set 1 | Set 2 | Set 3 | Set 4 | Set 5 | Total | Relatório |
| ----- | ----- | --------------------- | ------ | --------------- | ----- | ----- | ----- | ----- | ----- | ----- | --------- |
| 4 mai | 11:30 | 'April 25 Pyongyang'  | 3–0    | Hong Kong       | 25–17 | 25–12 | 25–12 |       |       | 75–41 | 75–41     |
| 4 mai | 14:00 | VTV Bình Điền Long An | 0–3    | ' Taipé Chinês' | 20–25 | 22–25 | 17–25 |       |       | 59–75 | 59–75     |

## Semifinais
| Data  | Hora  |                 | Placar |                     | Set 1 | Set 2 | Set 3 | Set 4 | Set 5 | Total | Relatório |
| ----- | ----- | --------------- | ------ | ------------------- | ----- | ----- | ----- | ----- | ----- | ----- | --------- |
| 4 mai | 16:30 | Altay Oskemen   | 0–3    | ' Supreme Chonburi' | 23–25 | 18–25 | 15–25 |       |       | 56–75 | 56–75     |
| 4 mai | 19:00 | 'Tianjin Bohai' | 3–0    | Hisamitsu Springs   | 25–19 | 25–22 | 25–16 |       |       | 75–57 | 75–57     |

## Nono lugar
| Data  | Hora |                       | Placar |         | Set 1 | Set 2 | Set 3 | Set 4 | Set 5 | Total | Relatório |
| ----- | ---- | --------------------- | ------ | ------- | ----- | ----- | ----- | ----- | ----- | ----- | --------- |
| 4 mai | 9:00 | 'Sri Lanka Air Force' | 3–0    | Binagär | 25–13 | 25–22 | 26–24 |       |       | 76–59 | 76-59     |

## Sétimo lugar
| Data  | Hora  |                         | Placar |           | Set 1 | Set 2 | Set 3 | Set 4 | Set 5 | Total | Relatório |
| ----- | ----- | ----------------------- | ------ | --------- | ----- | ----- | ----- | ----- | ----- | ----- | --------- |
| 5 mai | 11:30 | 'VTV Bình Điền Long An' | 3–0    | Hong Kong | 25–8  | 25–20 | 25–21 |       |       | 75–49 | 75–49     |

## Quinto lugar
| Data  | Hora  |              | Placar |                    | Set 1 | Set 2 | Set 3 | Set 4 | Set 5 | Total | Relatório |
| ----- | ----- | ------------ | ------ | ------------------ | ----- | ----- | ----- | ----- | ----- | ----- | --------- |
| 5 mai | 14:00 | Taipé Chinês | 1–3    | April 25 Pyongyang | 25–27 | 23–25 | 25–20 | 22–25 |       | 95–97 | 95-97     |

## Terceiro lugar
| Data  | Hora  |                     | Placar |               | Set 1 | Set 2 | Set 3 | Set 4 | Set 5 | Total  | Relatório |
| ----- | ----- | ------------------- | ------ | ------------- | ----- | ----- | ----- | ----- | ----- | ------ | --------- |
| 5 mai | 16:30 | 'Hisamitsu Springs' | 3–1    | Altay Oskemen | 28–30 | 25–21 | 25–19 | 25–13 |       | 103–83 | 103-83    |

## Final
| Data  | Hora  |               | Placar |                  | Set 1 | Set 2 | Set 3 | Set 4 | Set 5 | Total  | Relatório |
| ----- | ----- | ------------- | ------ | ---------------- | ----- | ----- | ----- | ----- | ----- | ------ | --------- |
| 5 mai | 19:00 | Tianjin Bohai | 3–1    | Supreme Chonburi | 25–18 | 35–33 | 16–25 | 25–19 |       | 101–95 | P2        |

## Classificação final
| Pos | Equipe                |
| --- | --------------------- |
| 1   | Tianjin Bohai         |
| 2   | Supreme Chonburi      |
| 3   | Hisamitsu Springs     |
| 4   | Altay Oskemen         |
| 5   | April 25 Pyongyang    |
| 6   | Taipé Chinês          |
| 7   | VTV Bình Điền Long An |
| 8   | Hong Kong             |
| 9   | Sri Lanka Air Force   |
| 10  | Binagär               |

|  | Qualificado para o Campeonato Mundial de Clubes de Voleibol Feminino de 2020 |

## Prêmios individuais
A seleção do campeonato foi composta pelas seguintes jogadoras:
- MVP (Most Valuable Player):  Li Yingying